# Иридодонеза
Иридодонеза је стање у којем дужица или шареница (обојени део ока) вибрира током покрета ока. При брзом померању ока, дужица може изгледати као да „плеше“ или „дрхти“ (подрхтава). Ово се дешава када се сочиво делимично одвоји (сублуксација сочива) од својих суспензорних лигамената. Ово стање само по себи је често асимптоматско, а постаје очигледно тек након физичког прегледа ока.

## Етиологија
Примарни узрок иридодонезе је сублуксација очног сочива. Ово се може десити као резултат глаукома, формирања катаракте, постхируршких компликација или трауме ока. Сублуксација сочива се ретко јавља природно, међутим, забележени су случајеви иридодонезе која се јавља услед генетских мутација које утичу на снагу везивног ткива. Таква мутација утврђена је у гену ФБН1, који кодира фибрилин, главну компоненту еластичних влакана која су део везивног ткива тела.
Пацијенти са Марфановим синдромом имају тенденцију да имају абнормално лабаво еластично ткиво, које унутар ока, изгледа као лабава цилијарне зоне.

## Терапија
Пошто је иридодонеза директна последица сублуксације сочива, лечење узрока одвајања хируршким приступима може помоћи у смањењу дрхтања дужице. Међутим, код пацијената са генетским узроком иридодонезе, често нема лека. Пошто иридодонеза обично не доводи до било каквих очигледних симптома, осим ретког случаја вртоглавице, често се може оставити без терапије осим ако не дође до компликација.